# Obchodně podnikatelská fakulta v Karviné Slezské univerzity v Opavě
Obchodně podnikatelská fakulta v Karviné (OPF) je jednou ze tří fakult Slezské univerzity v Opavě (SU). Vznikla v roce 1990 jako součást brněnské Masarykovy univerzity. Roku 1991 se společně s Filozofickou fakultou v Opavě stala základem nově zřízené Slezské univerzity. Od akademického roku 1993/1994 probíhá výuka i v navazujícím magisterském stupni studia. Na fakultě je rovněž možné absolvovat doktorský studijní program (dříve postgraduální studium).
Fakulta v současnosti nabízí tříleté bakalářské studium (Bc.) ve třech studijních programech, v nichž je realizována výuka ve studijních oborech. Na fakultě se též vyučují tři dvouleté navazující magisterské studijní programy (Ing.), které jsou taktéž konkretizovány v jednotlivých studijních oborech. V jednom studijním programu lze absolvovat také čtyřletý doktorský studijní program (Ph.D.), ten je zaměřený především na samostatnou vědeckou činnost, resp. pedagogickou činnost.

## Členění
Součástí fakulty jsou tyto katedry:
- Katedra ekonomie a veřejné správy
- Katedra podnikové ekonomiky a managementu
- Katedra cestovního ruchu a volnočasových aktivit
- Katedra financí a účetnictví
- Katedra informatiky a matematiky[2]

Součástí fakulty jsou tyto ústavy:
- Ústav informačních technologií
- Institut interdisciplinárního výzkumu

## Studijní programy a obory

### Bakalářské studijní programy
- Digitální business
- Mezinárodní obchod
- Marketing
- Management v sociálních službách
- Bankovnictví, peněžnictví, pojišťovnictví
- Cestovní ruch a turismus
- Finance a účetnictví
- Veřejná ekonomika a správa
- Manažerská informatika
- Inovativní podnikání
- Ekonomika a management
  - specializace Obchod a marketing
  - specializace Podnikání

### Navazující magisterské studijní programy
- Bankovnictví, peněžnictví, pojišťovnictví
- Manažerská informatika
- Veřejná ekonomika a správa
- Ekonomika a management
  - specializace Obchod a marketing
  - specializace Podnikání
  - specializace Finance, účetnictví a daně

### Doktorské studijní programy a obory
- Ekonomika a management
  - Podniková ekonomika a management[3]